# Leichtathletik-Weltmeisterschaften 2023/Teilnehmer (Bulgarien)
| Goldmedaillen | Silbermedaillen | Bronzemedaillen |
| ------------- | --------------- | --------------- |
| —             | —               | —               |

Der Leichtathletikverband Bulgariens hat für die Leichtathletik-Weltmeisterschaften 2023 in Budapest drei Sportler gemeldet.

## Ergebnisse

### Frauen

#### Laufdisziplinen
| Athlet            | Disziplin | Finale       | Finale |
| Athlet            | Disziplin | Zeit         | Platz  |
| ----------------- | --------- | ------------ | ------ |
| Miliza Mirtschewa | Marathon  | 2:36:45 h SB | 36     |

### Männer

#### Sprung
| Athletin              | Disziplin  | Qualifikation | Qualifikation | Finale     | Finale |
| Athletin              | Disziplin  | Weite/Höhe    | Platz         | Weite/Höhe | Platz  |
| --------------------- | ---------- | ------------- | ------------- | ---------- | ------ |
| Tichomir Iwanow       | Hochsprung | 2,18 m        | 28            | DNQ        | DNQ    |
| Boschidar Sarabojukow | Weitsprung | 7,74 m        | 21            | DNQ        | DNQ    |